# 6152 Empedocles
6152 Empedocles eller 1989 GB3 är en asteroid i huvudbältet som upptäcktes den 3 april 1989 av den belgiske astronomen Eric W. Elst vid La Silla-observatoriet. Den är uppkallad efter den grekiske filosofen Empedokles.
Asteroiden har en diameter på ungefär 6 kilometer.